# Міхай Мошоньї
Міхай Мошоньї (угор. Mosonyi Mihály; справжнє ім'я Міхаель Бранд, нім. Michael Brand; 4 вересня 1815, Фрауенкірхен, нині Австрія - 31 жовтня 1870, Будапешт, Угорщина) — угорський композитор, музичний критик і педагог, один з основоположників угорської національної композиторської школи. 

## Біографія
Народився в сім'ї ремісника-кожум'яки в німецькому оточенні, угорську мову почав вчити тільки в 1860-і рр. У 1833 році вступив у вчительську семінарію в Прессбурзі, одночасно самостійно вивчаючи гру на фортепіано за навчальними посібниками Йоганна Непомука Гуммеля і Антоніна Рейхи. У 1835-1842 рр. був домашнім вчителем музики в родині хорватського аристократа графа Петра Пеячевіча, зимував у Прессбурзі, а весну і літо проводив в графському палаці в Ретфале (нині в складі міста Осієк). До 1837-1838 рр. відноситься перший твір Міхаеля Бранда - Великий дует для фортепіано в чотири руки; на межі 1830-40-х рр. Бранд почав працювати над струнними квартетами. 
У 1842 році Бранд переїхав в Пешт, де зблизився з Кароєм Терном, у якого деякий час брав уроки композиції, і з Ференцем Еркелем. У Пешті композитора чекало швидке визнання: вже його фортепіанний концерт, вперше виконаний в 1844 році, зустрів інтерес музичної громадськості, яка відзначала значне обдарування композитора при еклектичному характері музики. У 1845 р. Бранд одружився з Пауліною Вебер, сестрою художника Хенріка Вебера, з якою прожив лише декілька років до її смерті від туберкульозу. В ході Угорської революції 1848 року він виявив помірне співчуття національному рухові, підготувавши перекладення «Марсельєзи» для хору і оркестру.
Національний перелом у творчості композитора настав у другій половині 1850-х рр., Зокрема, через знайомство з Ференцом Лістом. Хоча перша опера Бранда, «Імператор Макс на Мартінсванді» (нім. Kaiser Max auf der Martinswand; 1857), була цілком витримана в німецькій музичній традиції, але вже в написаній тоді ж Другій симфонії були використані угорські мотиви. 
У 1859 році композитор офіційно змінив ім'я на угорське, створивши прізвище від назви міста Мошон. У 1860 р. новим ім'ям Міхай Мошоньї була підписана кантата «Свято очищення в Унзі» (угор. Tisztulás ünnepe az Ungnál), на слова Ференца Казінці) — перша кантата з угорським текстом; до того ж року відноситься перша угорська пісня Мошоньї (угор. A szerelem, a szerelem), на слова Шандора Петефі).
Також в 1860 роках Мошоньї зробив кілька спроб організувати перший музичний журнал угорською мовою, проте його впевненість в тому, що основу національної музики повинен складати фольклорний матеріал, відштовхнула від його видань багатьох соратників. В кінці 1861 року відбулася прем'єра першої угорської опери Мошоньї, «Прекрасна Ілонка» (угор. A Szép Ilonka, за баладою Міхая Верешмарті), зустріла ряд критичних нарікань у зв'язку зі слабкістю лібрето. 
Друга угорська опера Мошоньї, «Альмош» (на сюжет з життя напівлегендарного вождя древніх угорців), завершена в 1863 році, була більш амбітним проектом, спробою створити угорський аналог операм Ріхарда Вагнера, проте композитор відмовився від її прем'єри в угорському Національному театрі, заявивши про недостатню кваліфікацію його хору, і в результаті багаторічної дружби Мошоньї з керівником театру Еркелем прийшов кінець, а «Альмош» було вперше поставлено тільки в 1934 році. Останні роки життя Мошоньї провів в розчаруванні, мало писав та майже не брав участь в музичному житті. 